# 荔枝叶红豆
荔枝叶红豆（学名：Ormosia semicastrata f. litchiifolia）为豆科红豆属软荚红豆下的一个变型。

## 扩展阅读
- 維基物種上的相關：荔枝叶红豆